# Dark Eyes (sång)
Dark Eyes är en låt skriven och framförd av Bob Dylan, släppt först 1985 på albumet Empire Burlesque. För första gången sen 60-talet är Dylan ensam på gitarr och munspel.
Arthur Baker, medproducent till albumet Empire Burlesque, bad om att få en enkel låt som skulle sluta albumet. Dylan gillade idén, speciellt eftersom resten av albumet innehöll kraftiga, starka låtar. Han återvände till hotellet på Manhattan och enligt Bob Dylan: 
| ”                                                            | När jag klev ur hissen, kom en kvinna gående mot mig i korridoren, med guld, färgat hår, och skor med högklackat som skulle kunna genomborra ens hjärta. Hon hade bluåa cirklar runt hennes ögon, svart eyeliner, mörka ögon (dark eyes). Det såg ut som om hon hade blivit slagen och var rädd för att bli slagen igen. Hon höll ett glas vin och jag hörde henne säga "Jag skulle kunna dö för en drink" när hon gick förbi mig i korridoren. Hon hade en skönhet men inte för denna typen av värld. | „ |
| – Bob Dylan: Memoarer, första delen, Prisma, Stockholm, 2004 | |   |

"Dark Eyes" spelades in snabbt och det lades inte ner mycket tid på den. Låten är mycket enkel med enkla ackord, och sista raden i låten ("A million faces at my feet, but all I see are dark eyes.") har ofta blivit citerad.

## Album
- Empire Burlesque - 1985
- Dylan - 2007